# Ryszard Tarasiewicz
Ryszard Jerzy Tarasiewicz (* 27. April 1962 in Wrocław, Polen) ist ein ehemaliger polnischer Fußballspieler und Trainer.
Als Profifußballer spielte er in Polen, Frankreich und der Schweiz.
Tarasiewicz spielte 58-mal für die polnische Nationalmannschaft und erzielte neun Tore.
Nach seiner aktiven Fußballerlaufbahn war er unter anderem Trainer bei seinem ehemaligen Klub Śląsk Wrocław und bei Jagiellonia Białystok. In der Saison 2013/14 gewann er mit Zawisza Bydgoszcz den Polnischen Fußballpokal. Im Moment trainiert er GKS Tychy.

## Erfolge

### Als Spieler
- Polnischer Fußballpokal: 1987
- Silber U18-EM (1980)
- Polnischer Fußballer des Jahres (1989)
- WM-Teilnahme (1986)

### Als Trainer
- Polnischer Fußballpokal (2014)